# Far Cry Primal
Far Cry Primal es un videojuego de acción y aventura en primera persona distribuido por Ubisoft y desarrollado por Ubisoft Montreal para las plataformas Microsoft Windows, Xbox One y PlayStation 4. Es la secuela de Far Cry 4. Su fecha de lanzamiento fue el 23 de febrero de 2016 en Xbox One y PlayStation 4, y el 1 de marzo para Microsoft Windows. Aunque raro en esta saga de videojuegos, Far Cry Primal carece de modo cooperativo y multijugador. Se basa en la Edad de Piedra, y trata de la vida de Takkar, un cazador que tratará de convertirse en el jefe de Oros.

## Argumento

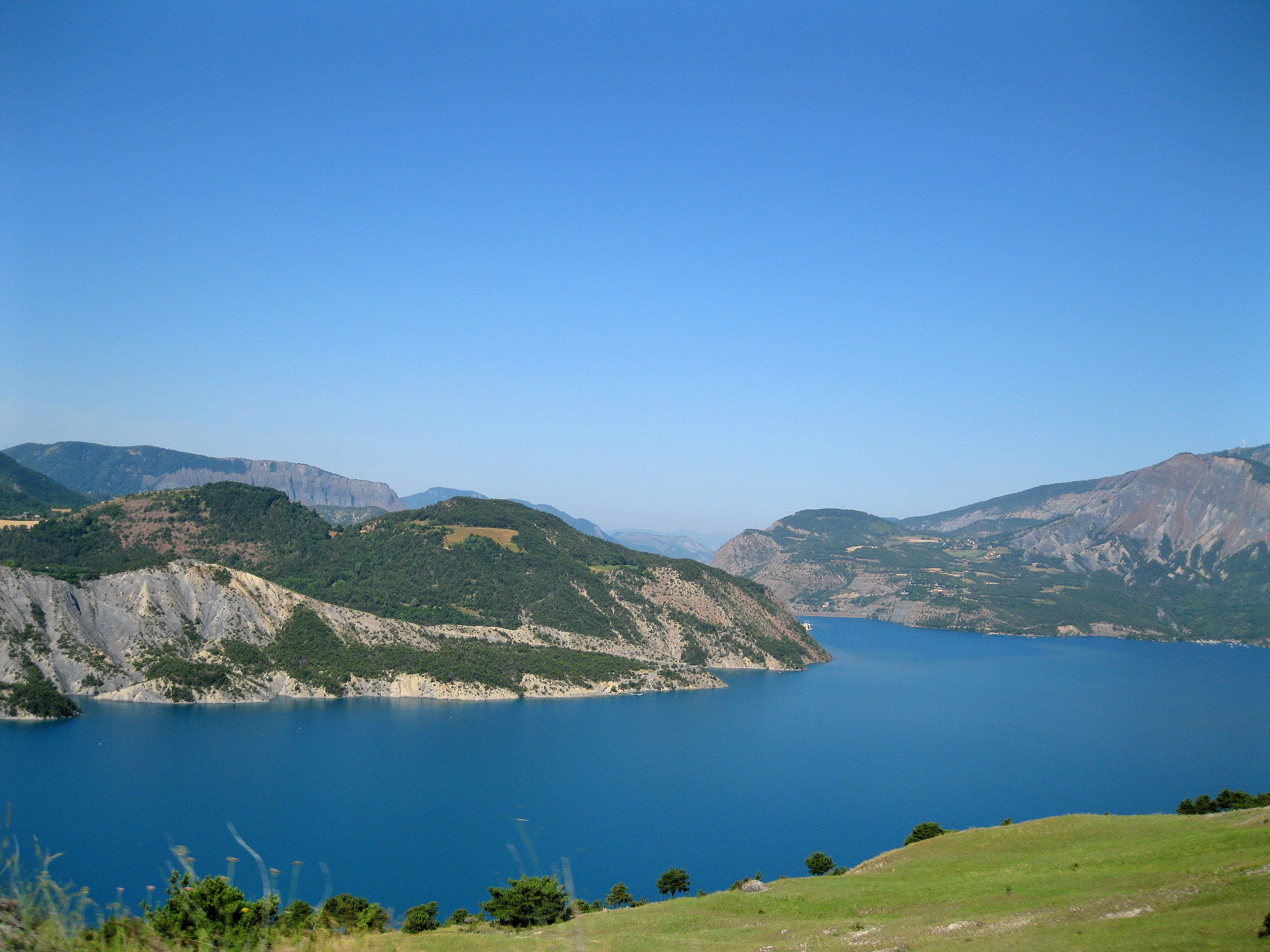
Lac des Hautes, en los Alpes. La ambientación del videojuego puede estar basada en esta cadena montañosa.

El juego se remonta al X milenio a. C., durante el Mesolítico. Toma lugar en el ficticio Valle de Oros en Europa Central, un mundo abierto habitado por todo tipo de criaturas como Mamuts y Tigres dientes de sable. Una posible ambientación puede ser cerca de la cadena montañosa de los Alpes italianos. Sobrevivir es una tarea dificultosa, pues no solo hay que enfrentarse a los animales sino también a otras tribus como los "Udam" o "Izila".
El jugador toma control de Takkar, un hombre de las cavernas "Wenja" que habita en el Valle de Oros y que carece de armas para cazar. Este, mediante la recolección de madera, rocas y piel de animales podrá mejorar sus objetos y fabricar nuevos, llegando a poder construir un poblado entero con cientos de habitantes.

## Jugabilidad
Al estar ambientado en el Mesolítico, el juego no presenta tiendas, por lo que la mecánica principal es la recolección y fabricación. De este modo, es posible reunir diferentes materiales esparcidos por el mapa, como madera, piedra, arcilla, plantas... Por otra parte, la caza de animales reporta otros útiles como carne, piel, pellejo y grasa animal. Al reunir ciertos materiales, en el menú de creación se puede fabricar armas como lanzas, garrotes y flechas, además de mejorar los atributos de estas. También destaca la manufactura de trampas diversas.
Por otra parte, al cumplir misiones, eliminar enemigos o cazar animales se consiguen puntos de experiencia. Al reunir una cierta cantidad de estos, se obtienen puntos de habilidad, con los que se puede mejorar ciertas destrezas, tales como en la recolección o en fabricación.
Los animales, que toman gran importancia en el juego, presentan la mecánica de ser domados. De este modo, carnívoros como lobos y tigres pueden servir de acompañantes que se ocupan de atacar al objetivo que se le indique. Para domar a un animal, se debe lanzar un cebo, acercarse lentamente y acariciarlo. También es posible montar mamuts y utilizarlos para cargar contra el enemigo o atacar.
Una mecánica destacable del videojuego es la visión de cazador. Esta permite destacar en color amarillo materiales u otras personas. También facilita la caza de animales, ya que marca sangre y huellas. Los animales raros (principalmente albinos) también dejan rastro de olor.

### Aldea
Una aldea de la tribu Wenja, ubicada en el oeste del mapa, puede ser construida y mejorada durante el desarrollo del juego. Con la realización de misiones principales, miembros de la tribu especiales pueden unirse al poblado, lo cual permite aumentar habilidades y las posibilidades de creación. Del mismo modo, es posible mejorar sus cabañas con la recolección de materiales. Otra forma de subir el nivel de la aldea es reclutando nuevos Wenja.

### Coleccionables

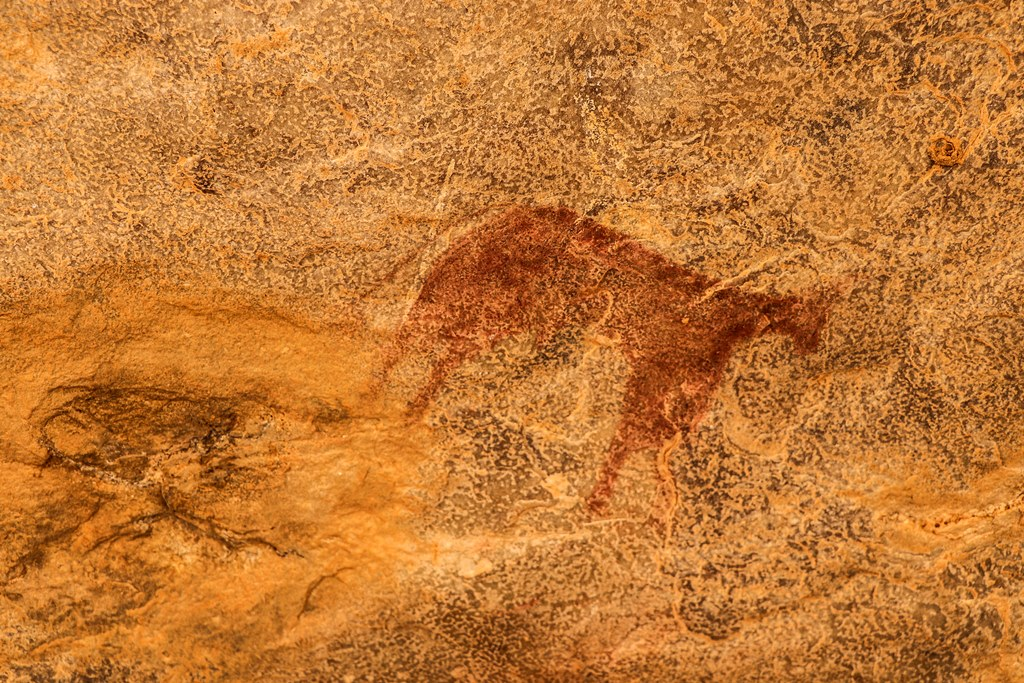
Pintura rupestre similar a las presentes en Oros.

Hasta 184 coleccionables pueden ser encontrados en el juegos:
- Tótem espíritu.
- Mano Daysha.
- Máscara Izila.
- Pintura rupestre.
- Brazalete Wenja.

## Misiones

### Misiones principales
Las misiones de la historia principal consisten en realizar distintos encargos para miembros especiales de la tribu. Estos son:
- Sayla, la recolectora.
- Tensay, el chamán.
- Wogah, el artesano.
- Jayma, la cazadora.
- Karoosh, el guerrero.
- Dah de los Udam.
- Roshani de los Izila.
- Urki, el pensador.

### Misiones secundarias
Distintos tipos de misiones secundarias están esparcidas por Oros:
- Eventos Wenja: son diferentes tipos de pequeños encargos que aparecen aleatoriamente en el mapa. Suelen consistir en eliminar a miembros de las tribus enemigas o en rescatar a otros Wenja. Al completarse, aumenta la población en la aldea.
- Ayudar a Wenja: Matar bestia.
- Ayudar a Wenja: Salvar al prisionero.
- Ayudar a Wenja: Buscar y rescatar.
- Ayudar a Wenja: Escoltar.
- Conflicto tribal: Destruir.
- Conflicto tribal: Matar.
- Conquistar piras: consiste en atacar un campamento de las tribus enemigas, con tal de reclamarlo para los Wenja. Al ganarlo, se establece como un punto de viaje rápido.
- Conquistar puestos: campamentos más complejos y con más enemigos que las piras, también se convierten en un lugar de viaje rápido al dominarlos.

## Animales
Como Far Cry Primal sucede durante La Edad de Piedra, los animales en esta entrega toman una mayor importancia, ya que la historia gira en torno a ellos. Conforme se avance en las misiones principales se descubren más criaturas.

### Extintos

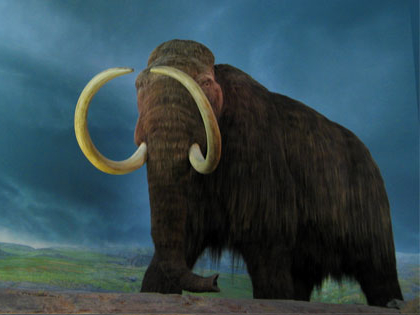
Reconstrucción de un mamut lanudo.

- Tigre Dientes de Sable
- Mamut Lanudo
- Rinoceronte lanudo
- Lobo gigante
- Tapir californiano
- Oso cavernario
- León de Caverna
- Alce alto
- Perro de Eurasia
- León Negro

### No Extintos

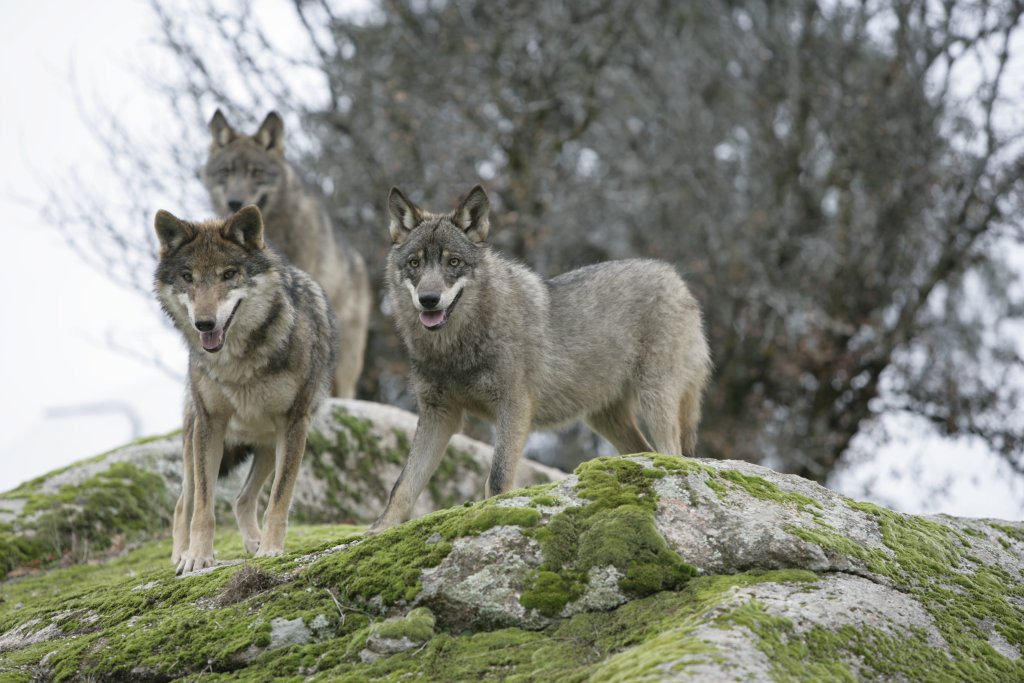
Grupo de lobos con parecido a los mismos de Far Cry Primal.

- Jaguar
- Jaguar Negro
- Yak
- Búho
- Águila
- Jabalí
- Lobo
- Oso pardo
- Tejón de la miel
- Cabra
- Cocodrilo
- Pez Mordedor
- Búho
- Tortuga
- Ciervo